# Camiac-et-Saint-Denis
Camiac-et-Saint-Denis è un comune francese di 370 abitanti situato nel dipartimento della Gironda nella regione della Nuova Aquitania.

## Società

### Evoluzione demografica
Abitanti censiti